# Vi Hiền phi (Tống Huy Tông)
Hiển Nhân Hoàng hậu (chữ Hán: 顯仁皇后, 1080 - 1159), còn gọi là Vi Hiền phi (韋賢妃), là một phi tần của Tống Huy Tông Triệu Cát và là sinh mẫu của Tống Cao Tông Triệu Cấu.

## Phi tần
Hiển Nhân Hoàng hậu có họ Vi (韋氏), nguyên quán ở Khai Phong, cũng có thuyết cho rằng ở vùng Cối Kê. Những năm cuối đời Tống Triết Tông, tể tướng Tô Tụng xin nghỉ về quê ở Đơn Dương. Gần nhà ông có nhà họ Vi sinh được hai người con gái. Cô chị xuất gia không lấy chồng, còn cô em, chính là Hiển Nhân Hoàng hậu thì được gả cho Tô Tụng làm thiếp. Nhưng mỗi lần lên giường thì bà lại buồn đi tiểu. Tô Tụng bảo: "Người này có quý tướng, không thể ở đây được". Rồi bèn đưa bà về kinh.
Gặp lúc Tống Huy Tông tuyển mỹ nữ, bà được vào cung làm Ngự thị cung hầu (御氏宮侯), cùng với cung nữ họ Kiều hầu hạ cho Hiển Túc Hoàng hậu lúc đó đang được sủng ái.
Trong thời gian đó, bà kết nghĩa chị em với Kiều thị, vì thế sau này Kiều thị được lâm hạnh đã tiến cử bà với Tống Huy Tông. Cuối năm 1106, bà được phong làm Bình Xương quận quân (平昌郡君). Tuy được phong tước vị nhưng nhan sắc của bà suy giảm nên Tống Huy Tông không sủng ái và cũng lạnh nhạt với bà.
Ngày 12 tháng 6 năm 1107, Vi Quận quân hạ sinh Hoàng tử thứ chín Triệu Cấu, tấn phong Khang vương. Đầu những năm Đại Quan (1107 - 1110), tiến phong Tiệp dư (婕妤), rồi Uyển dung (婉容). Khi Khang vương Triệu Cấu được lãnh trách nhiệm hòa hoãn với người Kim, Vi Uyển dung được phong làm Hiền phi (賢妃), ở tại Long Đức cung (龍德宮).

## Cơn loạn Tĩnh Khang
Mùa xuân năm Tĩnh Khang thứ hai (1127) thời Tống Khâm Tông, quân Kim phá được Biện Kinh. Tống Huy Tông và Tống Khâm Tông cùng toàn bộ tông thất, phi tần bị bắt hết lên miền bắc, Vi Hiền phi bị bắt theo, đến sống ở đất Kim.
Bấy giờ trong tông thất chỉ còn có con trai của bà là Triệu Cấu không rơi vào tay người Kim. Giữa năm đó, Triệu Cấu xưng đế tức Tống Cao Tông. Vừa mới lên ngôi, Tống Cao Tông đã từ xa tôn bà làm Tuyên Hòa Hoàng hậu (宣和皇后), phụ thân của bà là được phong "Quận vương", người trong họ Vi được thưởng quan chức đến 30 người. Tống Cao Tông nhiều lần sai sứ đến nước Kim xin đón bà về nhưng chưa được.
Năm 1137, nghe tin Tống Huy Tông và Hiển Túc Hoàng hậu bạo băng ở đất bắc, Tống Cao Tông lại nhớ đến bà và càng muốn đón về. Hàn Lâm học sĩ Chu Chấn dẫn việc Duệ Chân Hoàng hậu đời Đường Đức Tông, đề nghị tôn Tuyên Hòa Hoàng hậu làm Hoàng thái hậu, Tống Cao Tông nghe theo. Tổ tiên của bà từ ba đời trở xuống đều được truy tặng tước Vương.
Năm 1138, Tống Cao Tông sai Vương Luân đi sứ nước Kim nói rằng nếu người Kim đồng ý trả lại Vi Thái hậu cùng hài cốt của Tống Huy Tông và Hiển Túc Hoàng hậu thì ông sẽ nhường hẳn đất Hà Nam cho họ, người Kim bằng lòng. Tống Cao Tông đã cho xây Từ Ninh cung (慈寧宮) và sai Mạc Tương, Hàn Thứ làm Phụng nghênh sứ. Tuy nhiên về sau hai nước lại xảy ra chiến tranh.
Mãi đến năm 1142, hai nước mới tiếp tục hòa nghị. Tống Cao Tông đồng ý xưng thần và sai Hà Chú, Tào Huấn sang Kim dâng thệ biểu. Kim chủ xem thư xong vẫn chưa muốn trả lại Vi Thái hậu. Hà Chú năn nỉ ba lần thì bên Kim mới đồng ý, cho Cao An Cư, Hoàn Nhan Tông Hiền hộ tống Vi Thái hậu và mang theo hài cốt của Tống Huy Tông và Hiển Túc Hoàng hậu về nam. Vi Thái hậu được tin cứ sợ người Kim sẽ lật lọng. Mãi tới khi phu dịch tới nơi bà mới dám để hài cốt lên xe. Tống Khâm Tông trước lúc bà lên đường nước mắt lã chã quỳ trước xe, cầu xin Vi Thái hậu
"Về đến nơi xin nói lại với cửu đệ và tể tướng cho nhi thần được về. Dù có phải làm chân Thái Ất cung sứ cũng đã thóa mãn chứ không có ý gì khác".
Vi Thái hậu bằng lòng. Tống Khâm Tông còn đưa Vi Thái hậu một chuỗi kim hoàn làm tin. Kiều Quý phi cũng dâng rượu tiễn Vi Thái hậu và biếu Kim sứ Cao An Cư 50 lạng vàng để nhờ vả.

## Trở về đất Nam
Tháng 4 năm 1142, Vi Thái hậu về Yên Sơn. Phu dịch người Kim uể oải vì thời tiết nóng nực, vừa đi vừa nghỉ. Vi Thái hậu lo sợ giả bệnh, bề ngoài nói hoãn lại đến thu mới đi nhưng lại vay của Cao An Cư 3000 lạng vàng thưởng cho phu dịch để chúng nhanh chóng đưa mình về nam. Đường đi từ Đông Bình, Thanh Hà đến Sở Châu là thuộc đất Tống.
Sau khi Vi Thái hậu qua sông Hoài, Tống Cao Tông cử Vương Thứ Ông làm Phụng nghênh sứ, An Lạc quận vương Vi Uyên là em Vi Thái hậu cùng Tần Lỗ quốc công chúa, Ngô quốc công chúa đến nghênh đón. Đích thân Tống Cao Tông tới Lâm Bình, đi theo còn có Phổ An quận vương, tể chấp, lưỡng tĩnh, tam nha quản quân. Tống Cao Tông gặp lại Hoàng thái hậu, vui mừng phát khóc, tể thần quân vệ đồng than hoan hô. Tháng 8, Vi Thái hậu về Lâm An, được bố trí ở Từ Ninh cung. Trong buổi nghênh đón Vi Thái hậu đã dùng tới lễ nhạc. Về sau mỗi lần mừng thọ cho Vi Thái hậu cũng dùng nhạc như vậy.
Năm 1143, trong cung khi đó không có Hoàng hậu, đình thần dâng biểu xin lập Hoàng hậu, Tống Cao Tông đích thân hỏi ý của Vi Thái hậu. Vi Thái hậu nói: "Đây là chuyện nhà bệ hạ, ngoại đình không thể can dự vào". Sau đó, Tống Cao Tông lập Ngô Quý phi làm Hoàng hậu tức Hiến Thánh Từ Liệt Hoàng hậu

## Cuối đời
Năm 1149, Vi Thái hậu đã 70 tuổi, trong cung cử hành thọ lễ. Trước đó Vi Thái hậu mấy tháng không ra khỏi điện môn, tới ngày hôm ấy thì hoa mẫu đơn bỗng nở, Tống Cao Tông vào báo việc, Vi Thái hậu vui mừng, đến xem hoa và dự lễ thọ, hoan hỉ trong suốt ngày. Lúc đó mắt của Vi Thái hậu đã mở, nên Tống Cao Tông cho triệu ngự ý Hoàng Phủ Thản đến chữa trị, Vi Thái hậu lành bệnh.
Năm 1159, Vi Thái hậu được 80 tuổi, lại tổ chức đại thọ. Thân chúc của bà được thăng quan một đẳng, nếu chưa có quan tước thì cũng được ban. Tháng 9, Vi Thái hậu bệnh nặng. Thượng không ra triều, cầu xin thần linh, trời đất, tông miếu xã tắc ban phước và miễn tô thuế, xá thiên hạ. Không lâu sau Vi Thái hậu giá băng ở cung Từ Ninh, thọ 80 tuổi.
Thụy hiệu Hiển Nhân Hoàng hậu (顯仁皇后), an táng ở phía tây Vĩnh Hựu lăng (永固陵). Họ Vi 14 người được thăng trật, ba người được phong quan.

## Vụ án Nhu Phúc Đế cơ
Trong những năm thời Tống Cao Tông, triều đình xảy ra vụ án Nhu Phúc Đế cơ án (柔福帝姬案).
Tống Huy Tông có một người con gái nhỏ tên là Hoàn Hoàn, được phong làm Nhu Phúc Đế cơ. Khi Bắc Tống diệt vong, Nhu Phúc Đế cơ theo Tống Huy Tông và Tống Khâm Tông lên đất Bắc, khi Tống Cao Tông lên ngôi thì đế cơ được một lão ni cô phát hiện và đưa về phương Nam. Tống Cao Tông giao cho một số cung nữ và thái giám xác nhận, họ thấy người này đúng là rất giống Nhu Phúc Đế cơ, chỉ khác là có bàn chân to (trong khi Nhu Phúc có chân nhỏ do bó chân), người này giải thích là vì đi đường gian khổ nên chân to ra. Cao Tông thương tình và vẫn phong làm đế cơ, tuyển Cao Sĩ Niệu làm phò mã.
Đến khi Vi Thái hậu về nước, nghe tin đó thì sửng sốt nói: "Nhu Phúc Đế cơ đã bệnh chết ở Kim, vậy còn Nhu Phúc nào nữa". Rồi triệu Tống Cao Tông vào hỏi rõ ngọn ngành. Tống Cao Tông lệnh bắt Nhu Phúc Đế cơ, giao cho Đại lý tự thẩm vấn, ép buộc Nhu Phúc Đế cơ phải nhận bản thân giả mạo. Tống Cao Tông lệnh đánh chết đế cơ và lão ni ở chợ, phò mã Cao Sĩ Niệu do "không biết chuyện" nên chỉ bị lột hết chức tước.
Tác phẩm Tùy Viên tùy bút và Thiết phẫn tục lục cho rằng đế cơ này là thật, vì những lời đồn thổi dân gian cho rằng Vi thái hậu trước đó đã cùng đế cơ kết hôn với Hoàn Nhan Tông Hiền, nên lúc về nước bà sợ sự việc bị lộ bèn giết đế cơ mà diệt khẩu. Tuy nhiên, cũng có lập luận rằng khó có chuyện Nhu Phúc đế cơ (thật), vốn là một phụ nữ yếu đuối, lại có thể thoát khỏi sự canh giữ cẩn mật của quân Kim và vượt hàng ngàn dặm đường để chạy thoát về phương Nam.
Về sau Vi Thái hậu kể lại việc của Tống Khâm Tông, Tống Cao Tông nghe xong tỏ vẻ không vui, nên Vi Thái hậu không nhắc đến nữa.